# Theodor Wolpers
Theodor Wolpers (* 9. März 1925 in Essen; † 25. September 2022 in Göttingen) war ein deutscher Literaturwissenschaftler und Anglist.

## Leben
Theodor Wolpers wurde 1925 in Essen geboren. Nach seinem Studium der Anglistik, Germanistik, Geschichte, und Klassische Philologie in Bonn, das er 1949 bei Walter F. Schirmer mit der Promotion abschloss, habilitierte er sich dort 1959 mit einer Arbeit zur englischen Heiligenlegende des Mittelalters. Anschließend lehrte er in Bonn als Privatdozent. Im Jahr 1962 bekam er einen Lehrstuhl für Anglistik (Literaturwissenschaft) am Englischen Seminar der Friedrich-Alexander-Universität Erlangen. 1966 folgte er einem Ruf an die Georg-August-Universität in Göttingen, wo er am Seminar für Englische Philologie. Abt. Neuere Englische Literatur als ordentlicher Professor bis zu seiner Emeritierung 1995 wirkte.
Der Schwerpunkt seiner wissenschaftlichen Forschungstätigkeit lag auf der Form-, Motiv- und Themengeschichte der abendländischen Erzähltraditionen, die er von ihren spätantiken Wurzeln, über die mittelalterlichen Legenden und Marienlyrik bis in die Erzählformen der Neuzeit untersuchte und deren Ergebnisse er in zahlreichen Publikationen vorlegte.
Neben seiner umfangreichen Text-editorischen Tätigkeit war Wolpers von 1965 bis 1996 Mitherausgeber der im Jahre 1878 von Moritz Trautmann und Richard Wülker gegründeten Anglia. Zeitschrift für Englische Philologie; ab 1965 war er Mitherausgeber der gleichnamigen Buchreihe.

## Ehrungen
Ab 1971 war Theodor Wolpers ordentliches Mitglied der Akademie der Wissenschaften zu Göttingen.

## Veröffentlichungen (Auswahl)
- Die englische Heiligenlegende des Mittelalters: Eine Formgeschichte des Legendenerzählens von der spätantiken lateinischen Tradition bis zur Mitte des 16. Jahrhunderts. (Buchreihe Anglia: Bd. 10), (überarbeitete Habil.-Schrift Bonn) Niemeyer, Tübingen 1964.
- Gattungsinnovation und Motivstruktur : Bericht über Kolloquien der Kommission für Literaturwissenschaftliche Motiv- und Themenforschung 1986–1989. hrsg. von Theodor Wolpers.
  - Teil 1: Vandenhoeck & Ruprecht, Göttingen 1989, ISBN 3-525-82469-6.
  - Teil 2: Vandenhoeck & Ruprecht, Göttingen 1992, ISBN 3-525-82586-2.